# ۱۰۹۴ (قمری)
۱۰۹۴ (قمری)، هزار و نود و چهارمین سال در گاهشماری هجری قمری است. اول محرم این سال برابر با سی و یکم دسامبر سال ۱۶۸۲ میلادی است.